# فرنی کروز
فرنی کروز (انگلیسی: Frannie Crouse؛ زادهٔ ۲۱ سپتامبر ۱۹۹۵) بازیکن فوتبال اهل ایالات متحده آمریکا است.
وی همچنین در تیم ملی فوتبال زیر ۲۳ سال زنان ایالات متحده آمریکا بازی کرده‌است.